# Miralinidae
Міралінові (Miralinidae) — родина ссавців з групи Кускусовиді (Phalangeriformes) когорти сумчастих (Marsupialia). 

## Родинні групи
Ця родина є кладистично сестринською із родиною Ектоподонові (Ektopodontidae).

## Морфологія
Зубні ряди міралінових, на основі яких усі відомі види були описані, помітно схожі з зубними рядами інших кускусовидих, різниця є лише в деталях. Такими деталями є: число утворень на P3, лезоподібна різальна область на коронці M1, а також унікальні збільшені передньощокові вертикальні опори на цьому молярі й поперечні гребені на нижніх молярах, які складаються з багатьох дрібних іклів.

## Систематика
Родина Міралінові (Miralinidae)
- Підродина Miralininae (Crosby & Archer, 2000)
  - †Miralina (Woodburne, Pledge, Archer, 1987)
    - † Miralina doylei (Woodburne, Pledge, Archer, 1987)
    - † Miralina minor (Woodburne, Pledge, Archer, 1987)

  - †Barguru (Schwartz, 2006)
    - † Barguru kayir (Schwartz, 2006)
    - † Barguru kula (Schwartz, 2006)
    - † Barguru maru (Schwartz, 2006)
- Підродина Durudawirinae (Crosby & Archer, 2000)
  - †Durudawiri (Crosby & Archer, 2000)
    - †Durudawiri inusitatus (Crosby & Archer, 2000)
    - †Durudawiri anfractus (Crosby, 2002)